# نوري (سردينيا)
نوري، (بالإنجليزية: Nurri)‏، هي بلدية في مقاطعة جنوب سردينيا في إقليم سردينيا الإيطالي، وتقع على بعد حوالي 60 كم شمال كالياري. في 31 ديسمبر 2004، كان عدد سكانها 385 2 وتبلغ مساحتها 73.9 كيلومتر مربع.

## السكان
في سنة 1861 بلغ عدد السكان 2٬282 نسمة، وتطور العدد ليصل في سنة 2011 لـ 2٬233 نسمة.
يظهر هذا المخطط البياني تطور النمو السكاني لـ نوري (سردينيا)